# Iván Córdoba
Iván Ramiro Córdoba Sepúlveda (* 11. August 1976 in Rionegro, Antioquia) ist ein ehemaliger kolumbianischer Fußballspieler. Von 2000 bis 2012 spielte er als Innenverteidiger für Inter Mailand in der italienischen Serie A. Von 2012 bis 2014 war er Teammanager von Inter Mailand.

## Karriere

### Im Verein

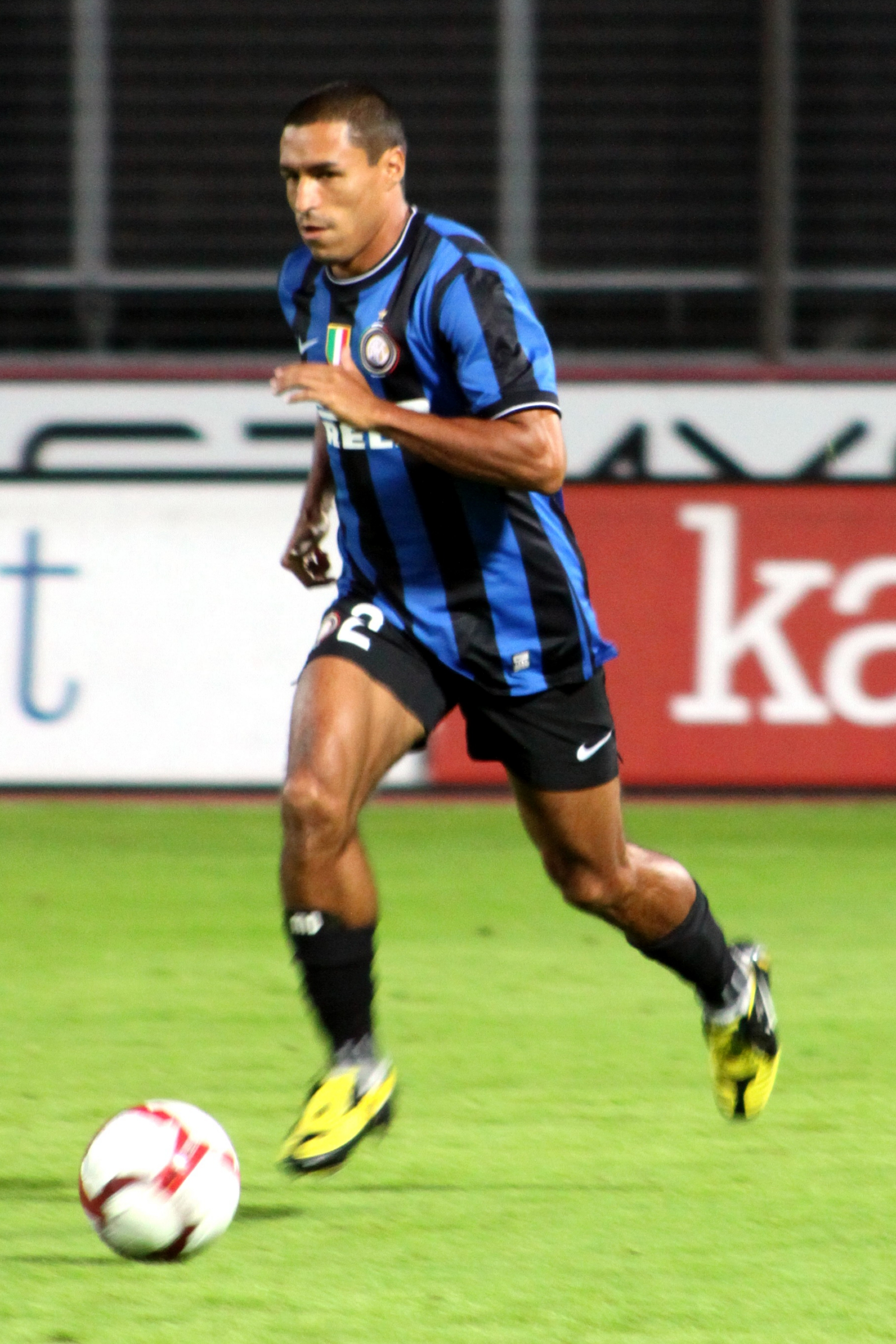
Córdoba im Dress von Inter (2009)

Córdoba startete seine Profikarriere 1994 bei Deportivo Rionegro in der zweiten kolumbianischen Liga, bis er 1996 in die erste zu Atlético Nacional wechselte. Ein Jahr später wechselte er zu San Lorenzo in die erste argentinische Liga, wo er als sehr solider und schneller Verteidiger auf sich aufmerksam machte. „Er ist nicht nur der schnellste Verteidiger in Südamerika, sondern in der ganzen Welt.“ Dies sagte Oscar Ruggeri, Iván Córdobas Trainer beim argentinischen Verein San Lorenzo de Almagro.
So wurden in der Saison 2000 viele europäische Topklubs auf ihn aufmerksam. Er entschied sich schließlich gegen Real Madrid und wurde vom Traditionsverein Inter Mailand nach Italien geholt, wo er viele Jahre einen Stammplatz innehatte.
Im Februar 2008 zog sich Iván Córdoba im Champions-League-Spiel gegen den FC Liverpool eine Knieverletzung zu und fiel mehrere Monate aus. Am 16. September gab er im Champions-League-Spiel gegen Panathinaikos Athen sein Comeback.
Am 9. Juni 2008 verlängerte er seinen Vertrag bei Inter bis zum Jahr 2012. In seinen letzten Jahren bei Inter war Córdoba allerdings nur noch Ergänzungsspieler und musste als solcher oft jüngeren Kollegen den Vortritt lassen. Am 6. Mai 2012 bestritt Córdoba gegen den AC Mailand sein letztes offizielles Spiel im Trikot von Inter. Mit 455 Pflichtspielauftritten für die Mailänder gehört er zu den zehn Spielern mit den meisten Einsätzen für den lombardischen Verein.

### In der Nationalmannschaft
Am 16. Juni 1997 gab Córdoba in der Copa América gegen Costa Rica sein Debüt in der kolumbianischen Nationalmannschaft. Zunächst avancierte er zum Stammspieler auf der Position des Innenverteidigers und bestritt im Kalenderjahr 1997 neun Länderspiele. Bei der Weltmeisterschaft 1998 in Frankreich gehörte er zwar dem Kader seiner Nationalmannschaft an, wurde im Turnierverlauf allerdings nicht eingesetzt.
Im Jahr 1999 nahm er mit Kolumbien an der Copa América in Paraguay teil. Im zweiten Spiel des Turniers erzielte er gegen Argentinien (3:0) sein erstes Länderspieltor. 2001 gewann Córdoba mit der kolumbianischen Nationalmannschaft die Copa América in seinem Heimatland. Im Finale am 29. Juli 2001 wurde Mexiko mit 1:0 besiegt, wobei Córdoba den Siegtreffer erzielte.
Weitere Turniere, an denen Córdoba mit der kolumbianischen Nationalmannschaft teilnahm, waren der Konföderationen-Pokal 2003 in Frankreich und die Copa América 2007 in Venezuela.

### Nach seiner Zeit als Aktiver
Nachdem Córdoba im Anschluss an die Saison 2011/12 seiner Karriere als Fußballspieler beendet hatte, wurde er Teammanager bei Inter Mailand.

## Privatleben
Gemeinsam mit seiner Frau gründete Córdoba im Jahr 2004 die Stiftung Colombia te quiere ver. Diese kümmert sich um notleidende Kinder in seinem Heimatland Kolumbien.

## Erfolge
Als Nationalspieler 
- Copa América: 2001

 Mit seinen Vereinen 
- Copa Interamericana: 1997
- Italienischer Pokal: 2004/05, 2005/06, 2009/10, 2010/11
- Italienischer Supercup: 2005, 2006, 2008, 2010
- Italienischer Meister: 2005/06*, 2006/07, 2007/08, 2008/09, 2009/10
- UEFA Champions League: 2009/10
- FIFA-Klub-Weltmeisterschaft: 2010

* zuerkannt infolge des italienischen Fußball-Skandals 2005/2006